# Novo Selo (gmina Trgovište)
Novo Selo (cyr. Ново Село) – wieś w Serbii, w okręgu pczyńskim, w gminie Trgovište. W 2011 roku liczyła 131 mieszkańców.